# 쉐보레 옵트라
쉐보레 옵트라(영어: Chevrolet Optra는 쉐보레 상표에서 다음 시장에서 세 가지 다른 소형 승용차 모델에 사용되는 자동차 이름이다.
- GM대우 라세티 (2004년~2013년): 콜롬비아, 캐나다, 멕시코, 일본, 남아프리카 공화국 및 동남아시아와 같은 시장에서 사용되었던 차종
- 바오준 630 (2011년~2023년): 이집트와 알제리에서 사용되었던 차종
- 쉐보레 아베오 (310C) (2024년~현재): 이집트에서 사용중인 차종

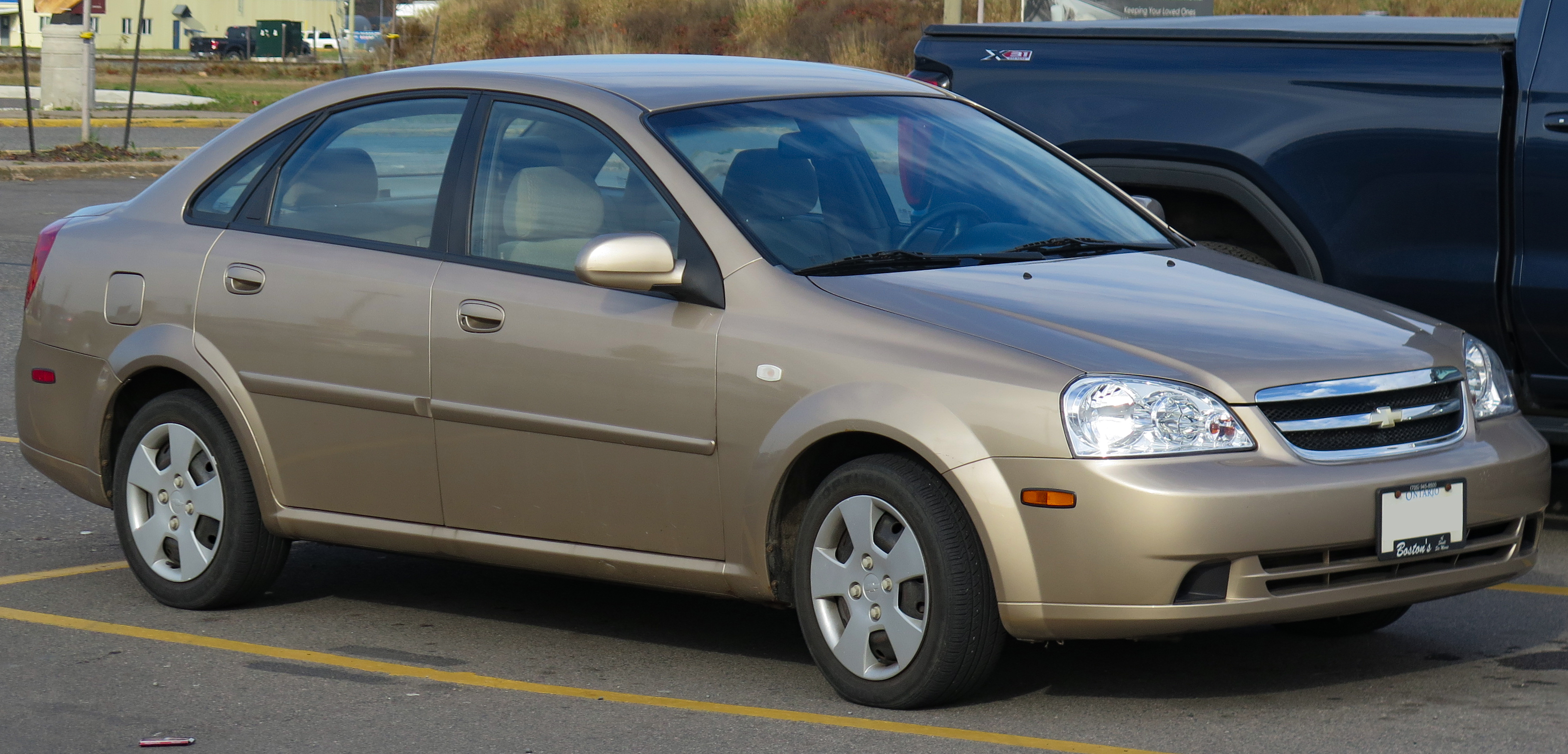
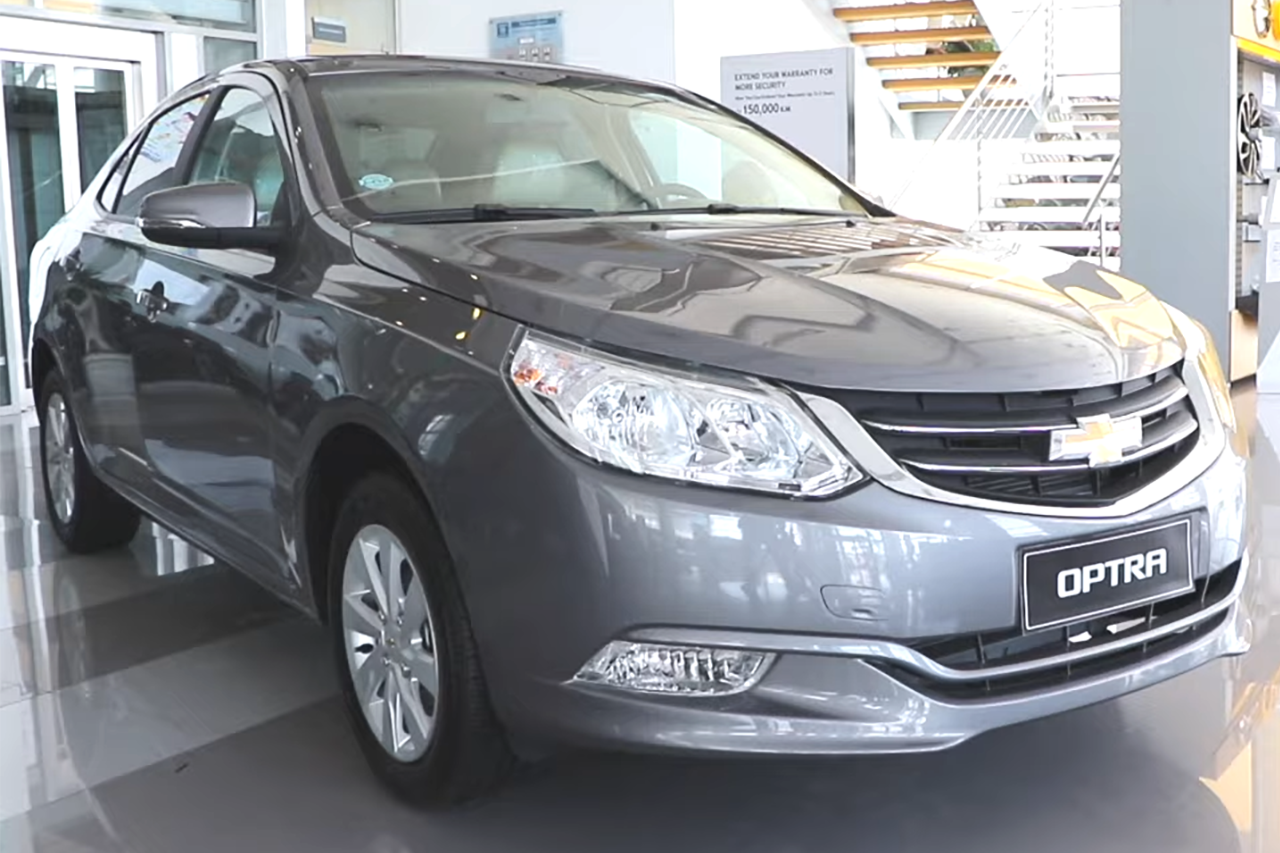
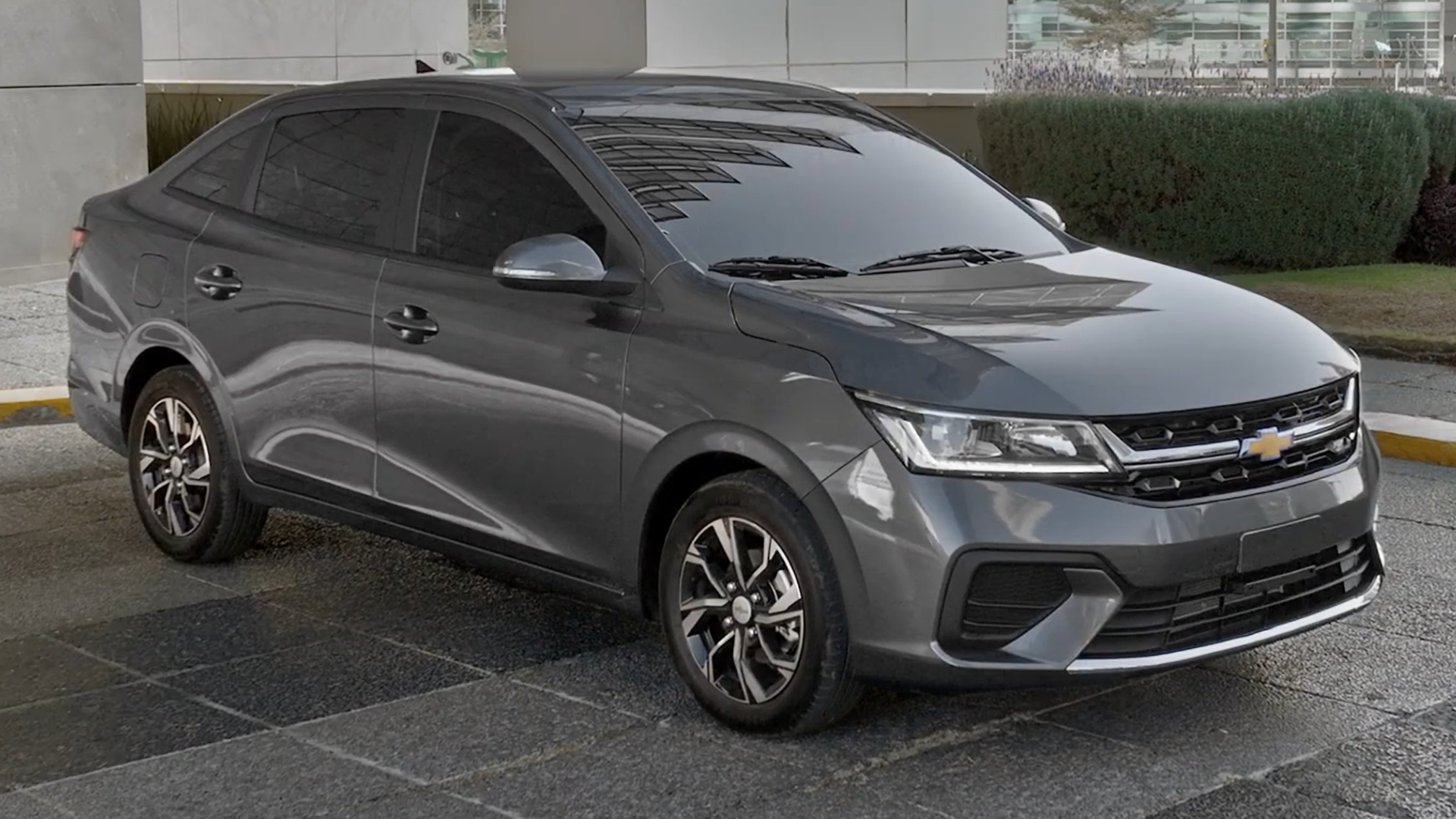

| Disambiguation icon | 이 문서는 명칭이 같고 같은 종류에 속하는 여러 대상을 연결하는 색인 문서입니다. |